# Lifetime Achievement Award (Empire Awards)
I Lifetime Achievement Award degli Empire Awards sono un riconoscimento cinematografico inglese, votato dai lettori della rivista Empire. Il premio viene consegnato annualmente dal 1996 al 2005.

## Vincitori

### 1990
- 1996
  - Mike Leigh

- 1997
  - Freddie Francis

- 1998
  - Dennis Hopper

- 1999
  - Bob Hoskins

### 2000
- 2000
  - Michael Caine

- 2001
  - Richard Harris

- 2002
  - Christopher Lee

- 2003
  - Dustin Hoffman

- 2004
  - Sigourney Weaver

- 2005
  - Non assegnato

- 2006
  - Tony Curtis